# Eufòria
|  | Per a altres significats, vegeu «Eufòria (desambiguació)». |

Eufòria, paraula derivada del grec: εὖ, "bé", i φέρειν "portar", és un terme mèdic reconegut com un estat mental i emocional definit per sentir-se profundament que s'està bé (Well-being). Tècnicament l'eufòria és una afectació psicològica però aquest terme sovint es fa servir de forma col·loquial per definir un estat de felicitat i emoció intensa transcendent. És el contrari de la disfòria.
L'eufòria es considera generalment un estat físic i psicològic exagerat de vegades induït per l'ús de drogues psicoactives i que no s'aconsegueix típicament durant el curs de l'experiència normal humana. Tanmateix breus estats d'eufòria poden venir, per exemple, de l'orgasme, amor i triomfs en l'esport. També està citada en certs rituals religiosos i de meditació. L'eufòria també pot ser el resultat de trastorns psicològics que inclouen el trastorn bipolar, ciclotímia, danys al cap i hipertiroidisme.
En els corredors esportius es presenten alts nivells d'endorfines enllaçata a receptors opiacis a diverses regions del cervell i que les quantitats d'endorfina corresponen a nivells eufòrics subjectius i que els nivells d'endorfina són un factor en l'eufòria causada per l'exercici. Per això s'ha suggerit l'ús de l'exercici en la depressió major o l'ansietat.

## Agents d'eufòria

### Plantes medicinals
- Passiflora incarnata es fa servir com asedant i ajuda a dormir.[9]
- El gènere Nepeta té nepetalactona que és sedant i activa receptors opioides en gats però no en humans.[10]
- Cannabis.

## Tractament de l'eufòria maníaca
En el trastorn bipolar es poden experimentr fases de depressió i de mania. En l'estadi maníac el pacient adquireix un estat d'eufòria, en el qual poden passar accions perilloses. L'ús del liti és efectiu en el balanç baixant l'eufòria però aquest no interfereix en l'eufòria causada per la morfina.